# Ооре
О́оре (ест. Oore küla) — село в Естонії, у волості Торі повіту Пярнумаа.

## Населення
Чисельність населення на 31 грудня 2011 року становила 89 осіб.

## Географія
Село Ооре розташоване на правому березі річки Пярну (Pärnu jõgi).
Поблизу села проходить автошлях 59 (Пярну — Торі).